# Груциновское сельское поселение
Груци́новское се́льское поселе́ние — сельское поселение в составе Каменского района Ростовской области России.
Административный центр поселения — хутор Груцинов.

## Административное устройство
В состав Груциновского сельского поселения входят:
- хутор Груцинов;
- хутор Белый Колодезь;
- хутор Данилов;
- хутор Орешкин;
- хутор Первомайский;
- хутор Самбуров;
- хутор Юров.

## Население
| 2010  | 2012  | 2013  | 2014  | 2015  | 2016  | 2017  |
| ----- | ----- | ----- | ----- | ----- | ----- | ----- |
| 1591  | ↘1540 | ↘1503 | ↘1451 | ↘1440 | ↘1400 | ↘1382 |
| 2018  | 2019  | 2020  | 2021  |       |       |       |
| ↘1326 | ↘1285 | ↘1209 | ↘1182 |       |       |       |